# 木村彦右衛門
木村 彦右衛門（きむら ひこえもん、1879年（明治12年）2月5日 - 1933年（昭和8年）3月31日）は、日本の商人（薬種商）、成見屋薬局経営者、薬学者。
正七位勲六等。薬学博士。大阪薬学専門学校校長。大阪府薬剤師会長。日本薬剤師会副会長。族籍は大阪府平民。

## 人物
大阪府出身。先代・木村彦右衛門の長男。幼くして父母を喪う。博聞強記で、4歳の頃には百人一首の全部を暗誦した。1883年1月、家督を相続し先代を襲名する。1893年、大阪共立薬学校に入り専ら薬学を修めた。
1899年、第五高等学校医学部薬学科（現・長崎大学薬学部）を卒業。1年志願兵として入営。東京帝国大学医科大学に入り薬学を研究した。長井博士に就いて薬化学を研究すること5年に及んだ。日露戦争に際し三等薬剤官として軍に従い後二等薬剤官に進み1907年11月、薬学研究の為独逸に留学し伯林大学に入り薬学及び化学の研究に従う。
1913年4月、帰朝する。同年5月、論文を提出して薬学博士の学位を授与された。薬局経営のかたわら木村理化学研究所を創立。1933年3月31日死去。享年55。住所は大阪市南区九郎右衛門町。遺族宅は大阪市天王寺区小宮町。趣味は和歌、俳句、音楽。

## 家族・親族
木村家
- 父・彦右衛門（大阪府平民）[2]
- 妻・エイ（1886年 - ?、大阪平民、廣谷佐兵衛の長女）[1][2]
- 長女・イナ子（1913年 - ?）[1][2][3]
- 三女（1917年 - ?）[2][3]
- 四女[4][3]